# Великий Луг (національний природний парк)
Вели́кий Луг — національний природний парк в Україні, в межах Василівського району Запорізької області.
Створений відповідно до Указу Президента України від 10 лютого 2006 року № 121/2006 з метою збереження, відтворення та раціонального використання типових і унікальних природно-ландшафтних та історико-культурних комплексів степової зони, що мають важливе природоохоронне, наукове, естетичне, рекреаційне та оздоровче значення.
НПП «Великий Луг» підпорядкований Міністерству охорони навколишнього природного середовища України, оперативне управління здійснює Державна служба заповідної справи.
Загальна площа парку становить 16756 га, в тому числі 9324 га земель, що надаються йому в постійне користування, та 7432 га земель, що включаються до його складу без вилучення у землекористувача (Василівська районна державна адміністрація, водний фонд) і на яких здійснюватиметься традиційна господарська діяльність з додержанням загальних вимог щодо охорони навколишнього природного середовища.
Природоохоронна територія розташована за 15—18 км на південь від міста Запоріжжя, в межах заплавної тераси Дніпра, яка сильно розширюється і сягає понад 20 км по профілю Біленьке — Василівка (північно-східна частина Каховського водосховища). Це величезне розширення заплави (близько 80 тис. га), що між Дніпром і його притокою р. Кінською, здавна називалось у народі «Кінські плавні» або «Великий Луг». Нині ця територія майже повністю затоплена водами Каховського водосховища. Залишки її природних комплексів збереглися вздовж берегової смуги — по балках, що простяглися вздовж усього узбережжю, і на островах, які утворились 1956 року після заповнення Каховського водосховища.
Парк створено на базі  регіонального ландшафтного парку «Панай», орнітологічного заказника загальнодержавного значення «Великі і Малі Кучугури», ландшафтного заказника загальнодержавного значення «Крутосхили Каховського водосховища».
У 2021 році площа природно-заповідного фонду зросла більш ніж на 10 тис. га та на 217 тис. га збільшена площа водно-болотних угідь.
У 2022 році Міністерство довкілля України планує розширити
межі заповідних територій Запорізької області. Національний природний парк «Великий Луг»  відповідно до проєкту має збільшитись більш ніж на 9274 гектари. Збільшити його планують за рахунок частини акваторії Василівської затоки та східної частини акваторії Каховського водосховища.

### Території природно-заповідного фонду
Нерідко, оголошенню національного парку або заповідника передує створення одного або кількох об'єктів природно-заповідного фонду місцевого значення. В результаті, великий НПП фактично поглинає раніше створені ПЗФ. Проте їхній статус зазвичай зберігають.
До складу території національного природного парку «Великий луг» входять такі об'єкти ПЗФ України:
- Ботанічний заказник місцевого значення «Цілинна ділянка».
- Ботанічний заказник місцевого значення Ділянка «Ясне».
- Ботанічний заказник місцевого значення «Цілинна ділянка».
- Ландшафний заказник загальнодержавного значення «Крутосхили Каховського водосховища» (заг. площа 522,2 га)
- Орнітологічний заказник загальнодержавного значення «Великі і Малі Кучугури» (загальна площа 400 га)
- Регіональний ландшафтний парк «Панай»

## Стан охорони біорізноманіття
З 2007 року на території національного парку «Великий Луг», на островах Великі і Малі Кучугури (13 островів), розташованих на Дніпрі, стала діяти заповідна зона загальною площею 750 га. Завдяки суворому заповідному режиму, який встановив перший директор парку Ю. В. Солоп, були заборонені дозволені тут раніше полювання, рибалка, рекреація, випас, рубки лісу, що негативно впливають на біорізноманіття. Охороні парку, спільно з водною поліцією, вдалося повністю закрити відвідування цих островів для людей.
У результаті, за 6 років (станом на 2013 рік) різко зросла чисельність рідкісних і фонових видів птахів. Якщо 2007 року чисельність гніздівних жовтих чапель, занесених до Червоної книги України, становила 12 пар, то 2013 року — 47 пар, (при цьому було ще близько 140 особин жовтої чаплі, що не гніздилися). Вперше загніздився (1 гніздо) червонокнижний косар, і ще 2-3 особини були присутні, але не гніздилися. Занесений до Червоної книги України кулик-сорока з 2 гніздових пар збільшив свою чисельність до 5 пар. Інший «червонокнижник», чорноголовий реготун, з 1-2 гніздових пар збільшив свою чисельність до 23 пар. Вперше загніздилася сіра гуска (2 пари) і середній дятел, є 2 гнізда червонокнижного орлана-білохвоста.
Показова динаміка зростання чисельності на гніздуванні досить рідкісних видів — великої і малої білих чапель. Якщо у 2007 р. на всіх островах не було гніздувань великої білої чаплі, то станом на 2013 рік налічувалося 47 гнізд. Якщо на 2007 р. на всіх островах налічувалося 11 пар малої білої чаплі, то у 2013 р. — 82 гнізда. Сірої чаплі в 2007 р. налічувалося на островах 72 гнізда, а в 2013 р. — 108 гнізд. Завдяки заповідному режиму на островах на літовках стала постійно з'являтися коровайка (Червона книга України), а також постійна на гніздуванні качка сіра (Червона книга України).
Тут також відзначена одна з останніх в світі популяцій волошки Конки (Червона книга України), і один з небагатьох локалітетів в Запорізькій області — берези дніпровської (Червона книга України).
Іншим природним об'єктом парку, що входять в заповідну зону, є балка Маячка і заплава річки Білоозерка. Якщо до створення заповідної зони в цьому місці рідкісний вид — руда чапля взагалі не гніздилася, то в 2013 р. вже було 14 пар, також з'явилися на гніздуванні бугай і ходулочник (Червона книга України), вперше став гніздитися огар (Червона книга Україна), тепер тут налічується 12 пар цих птахів.